# 第12張牌
《第12張牌》是傑佛瑞·迪佛著的神探萊姆系列的第六本小說，於2005年出版英文版與中譯本。

## 故事簡介
正在圖書館翻查祖先資料的黑人小女孩吉納瓦突然遭人襲擊，雖然吉納瓦能夠逃出魔掌，不過行兇者不惜傷害無辜再殺害證人，令人懷疑這是一宗有組織的案件，在現場搜證的薩克斯亦同意行兇者是一個職業殺手，但眾人皆不明白誰人要置一個中學生於死地。萊姆於是將搜查方向指向吉納瓦的祖先上，一個解放的奴隸、獨立運動的士兵，萊姆懷疑吉納瓦翻查的資料可能影響到美國憲法中的種族問題，故被保守派派人行刺。萊姆根據線索繼續查案，卻突然冒出吉納瓦的父親，被人誤以為是行兇者。最後終於捕捉了行兇者，但暗殺的行動並沒有停止，原來暗殺行動背後不是政治動機，而是極為豐厚的經濟利益。
1. ↑  傑佛瑞．迪佛. . 由劉永毅翻译. 皇冠文化. 2005-11-18  [2021-04-24]. ISBN 978-957-33-2196-5. （原始内容存档于2021-04-25）.